# California State Route 86S
Die California State Route 86S (kurz CA 86S) ist eine State Route im US-Bundesstaat Kalifornien, die in Nord-Süd-Richtung verläuft.
Die State Route beginnt an der California State Route 86 nahe Oasis und endet nach 34 Kilometern in Indio an der Interstate 10.

## Verlauf
Nordöstlich des Saltonsees bei Oasis zweigt die California State Route 86S von der CA 86 ab. Die State Route verläuft als mehrspurige Straße in nördlicher Richtung und trifft westlich von Mecca auf die California State Routes 111 und 195. Vor der Stadt Coachella passiert die State Route im Westen den Jacqueline Cochran Regional Airport. Im Osten von Indio endet die Straße wieder an der I-10.